# 瓦磘里休閒廣場
瓦磘里休閒廣場是中和區瓦磘里的社區鄰里公園，位在中和區光華橋（東接永和保平路、西接中和廣福路）南側，東鄰瓦磘溝，西鄰水源路127巷。和福祥公園一樣只是個溝邊畸零地的綠化，但因為有河溝經過而增加了空間感。

## 公園設施
- 涼亭：金屬質感，屋頂為近橢圓形斜面。
- 兒童遊樂場
- 鋪面牆
- 植栽：有小葉欖仁、樟樹、麵包樹、琴葉榕、南洋杉、白玉蘭、梅花、扶桑等。鄰近延伸河岸有多株老榕樹，下垂的氣根使流經此處的瓦磘溝宛如經過植物隧道。

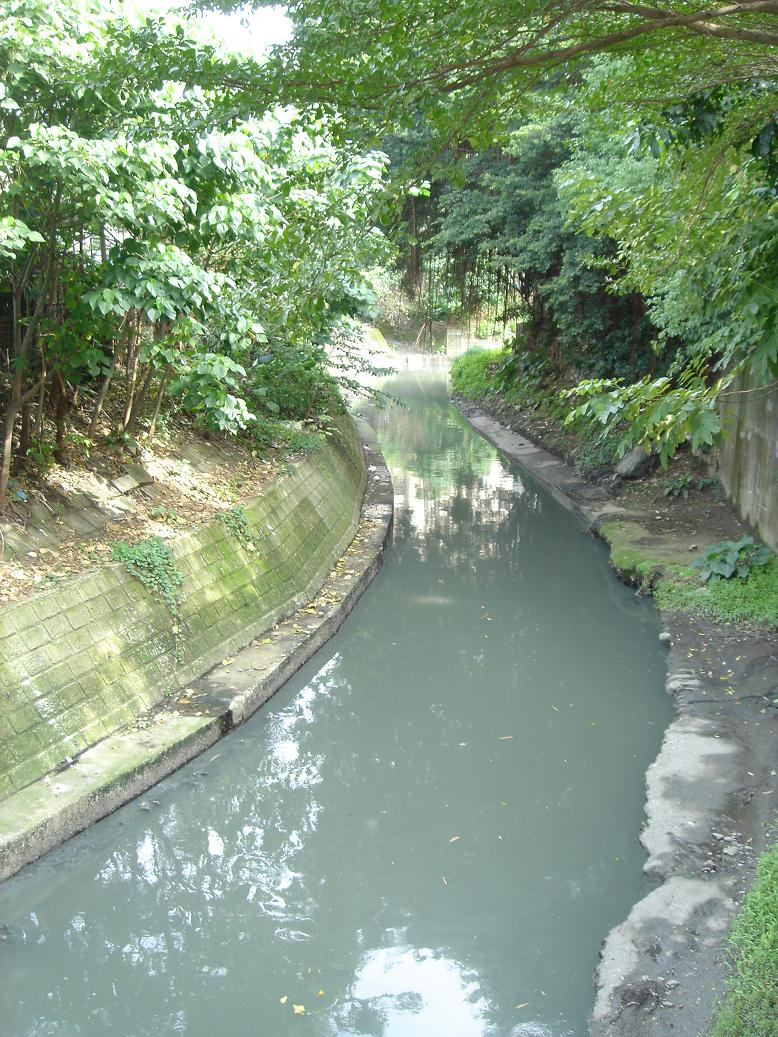
由瓦磘里休閒廣場看過去的瓦磘溝
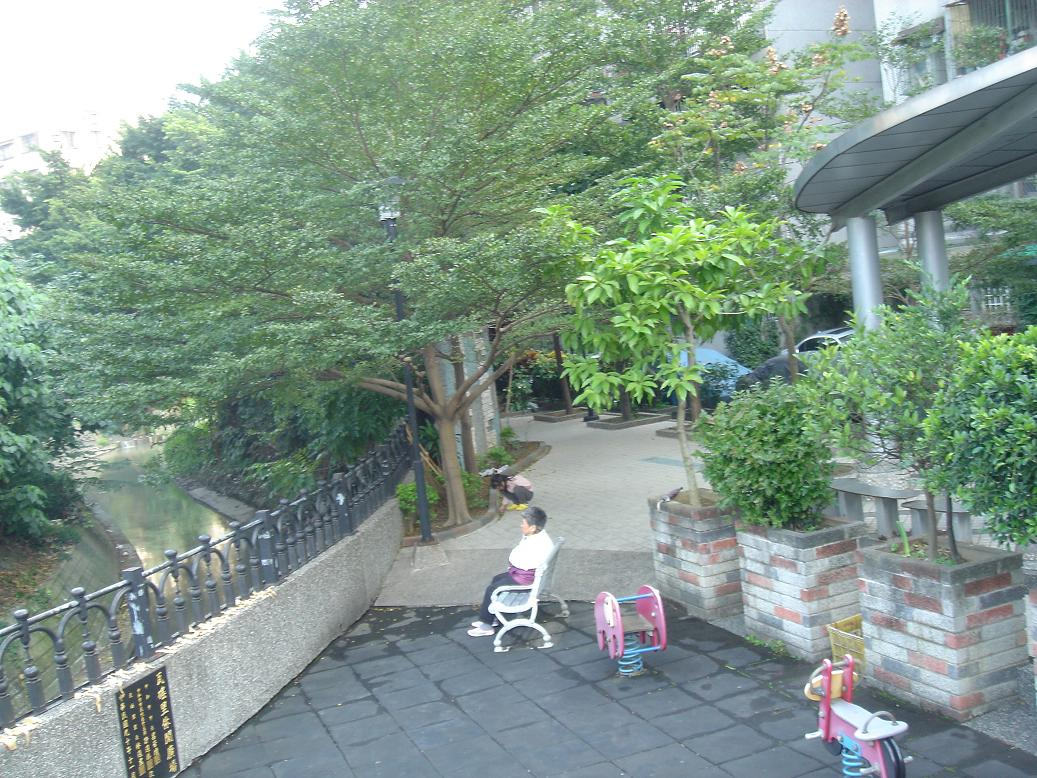
瓦磘里休閒廣場其實很小，但因為一條小河而活了起來。
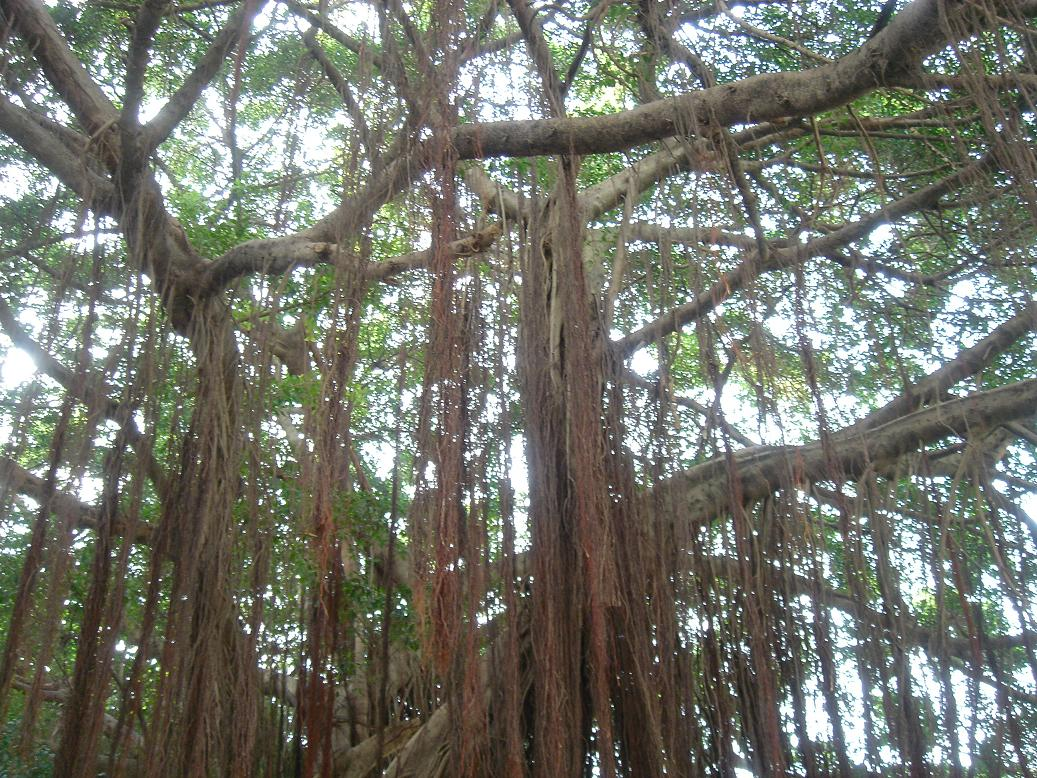
瓦磘里休閒廣場旁的老榕樹氣根既多又長
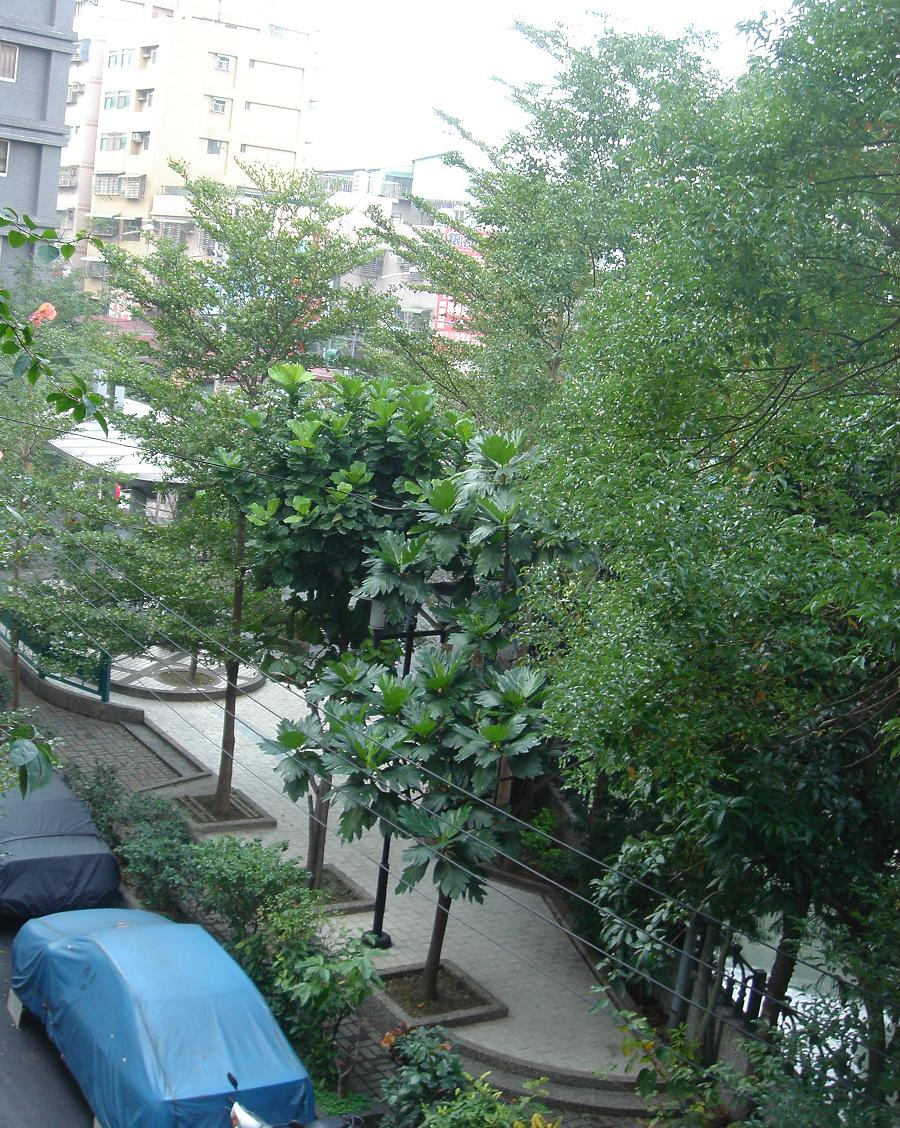
畸零的瓦磘里休閒廣場藉由大樹增加空間感